# Louis de Bouillé
Louis Joseph Amour de Bouillé du Chariol, marquès de Bouillé (Basse-Terre, Guadalupe, 1 de maig de 1769 - París, 20 de novembre de 1850), va ser un general i historiador francès.

## Biografia
El seu pare, François Claude de Bouillé, i el seu germà van participar en la Fugida a Varennes avortada de Lluís XVI. Casat el 3 d'abril de 1798 amb Robertine Walsh de Serrant, el seu fill únic, René de Bouillé (1802-1882) esdevingué ministre plenipotenciari al Gran Ducat de Baden, ambaixador a Madrid, gran oficial de la Legió d'Honor i par de França.

## Sota la revolució francesa
Article principal: Revolució Francesa de 1789
Frederic el Gran l'admet a l'Acadèmia de Gentilhomes de Berlín. Als 18 anys, va ser nomenat capità de la cavalleria Reial-Polònia, després general de Mestre-de-camp de dragons i finalment segon major dels hússars de Berdung el 5 de juny de 1790. El 1791 esdevingué tinent coronel i ajudant de camp del seu germà, el cavaller de Bouille. Va tenir l'oportunitat de mostrar la seva valentia en alguns disturbis de 1790 i 1791, a Metz i Nancy, i va salvar la vida de diverses persones. El dia de la detenció del rei Lluís XVI el juny de 1791 a Varennes, Louis de Bouillé era a prop del seu pare i va ser processat com ell en virtut d'un decret de l'Assemblea Nacional.

## Emigració
Tanmateix, aconseguí emigrar amb el seu pare i esdevingué ajudant de camp del rei Gustav III de Suècia i ajudant general. Després de l'assassinat d'aquest príncep, va anar a l'exèrcit de Condé, va passar al servei de Prússia i va ser ferit en el setge de Magúncia.
El 1793, va aixecar pel seu compte un regiment de cavalleria anomenat British Uhlan Regiment, a la paga i al servei de l'exèrcit britànic. Va lluitar a l'avantguarda de l'exèrcit anglès fins que el seu cos va ser reformat el 1796. Aquell mateix any, quan el comte d'Artois va voler intentar una sublevació, va confiar a Louis de Bouille el comandament en cap de la cavalleria. Després del fracàs d'aquesta expedició, va romandre inactiu fins a l'any 1802. Aleshores va obtenir la seva retirada de la llista d'emigrants i va prendre servei a la seva terra natal l'any 1806.

## Sota el Primer Imperi
Bouille va tornar a França el 1806 i es va allistar a l'exèrcit de Napoleó I. No tardà en distingir-se i mostrar tanta valentia al setge de Gaète el 1807 que rebé la Legió d'Honor. Adscrit al 9è cos de la Grande Armée, assistí a les batalles lliurades per aquest cos. Al capdavant d'una avantguarda de cavalls lleugers de Linanges-Bavarois, va vèncer el príncep d'Anhalt, va agafar la seva artilleria i va paralitzar tots els seus moviments.
El 1808, va seguir el general Sebastiani a Espanya com a cap d'estat major i va contribuir a l'èxit de la lluita a Ciudad Real. Com a Cap de l'Estat Major del 4t Cos, es va distingir en diferents enfrontaments, sobretot a la batalla d'Almonacid, on va sumar a la reputació de valor i habilitat que havia aconseguit, així com a Baza el 1810 on va derrotar amb 1.200 homes una columna de 5.000 espanyols. Ascendit a general de brigada el 22 de juny de 1810, Bouillé fou nomenat comte de l'Imperi el 2 de setembre del mateix any. Obté el comandament d'un cos de dragons amb el qual derrota el general Freyre el 19 d'abril i el 17 de maig de 1812. Obligat pel mal estat dels seus ulls a abandonar Espanya, és nomenat tinent general al retorn dels Borbó el 31 de desembre de 1814 i jubilat.

## Sota la Restauració
Quan els Borbons van tornar a França, Lluís XVIII el va nomenar tinent general inactiu. Com el seu pare, va escriure memòries en tres volums.
Va publicar:
- Vida del príncep Enric de Prússia (1726-1802), (París, 1809);
- Comentaris sobre el príncep de Maquiavel i l'Anti-Maquiavel de Frederic II, 1827;
- Pensaments i reflexions, 1826 i 1851.
- Souvenirs i fragments per servir com a memòries de la meva vida i del meu temps, Bouillé, Louis Joseph Amour, marquès de, 1769-1850.; Lafleur de Kermaingant, Pierre Paul, 1843-1920, París, A. Picard et fils.[2]